# HD 198431
HD 198431 è una stella gigante arancione di magnitudine 5,88 situata nella costellazione dell'Aquario. Dista 250 anni luce dal sistema solare.

## Osservazione
Si tratta di una stella situata nell'emisfero celeste australe; grazie alla sua posizione non fortemente australe, può essere osservata dalla gran parte delle regioni della Terra, sebbene gli osservatori dell'emisfero sud siano più avvantaggiati. Nei pressi dell'Antartide appare circumpolare, mentre resta sempre invisibile solo in prossimità del circolo polare artico. La sua magnitudine pari a 5,9 la pone al limite della visibilità ad occhio nudo, pertanto per essere osservata senza l'ausilio di strumenti occorre un cielo limpido e possibilmente senza Luna.
Il periodo migliore per la sua osservazione nel cielo serale ricade nei mesi compresi fra fine giugno e novembre; da entrambi gli emisferi il periodo di visibilità rimane indicativamente lo stesso, grazie alla posizione della stella non lontana dall'equatore celeste.

## Caratteristiche fisiche
La stella è una gigante arancione, brilla di una magnitudine visuale di 5,87 e assoluta di 1,46.
L'abbondanza di ferro di HR 7976 è di -0.28 (52.5% rispetto a quella del Sole), e si muove nella nostra Galassia alla velocità relativa rispetto al Sole di 72.4 km/s, e la sua velocità radiale negativa indica che la stella si sta avvicinando al sistema solare.

## Occultazioni
Per la sua posizione prossima all'eclittica, è talvolta soggetta ad occultazioni da parte della Luna e, più raramente, dei pianeti, generalmente quelli interni.
Le ultime occultazioni lunari avvennero rispettivamente il 16 dicembre 2012 e il 9 novembre 2013.